# Ceyhun Tanrıverdiyev
Ceyhun Tanrıverdiyev (21 giugno 1973) è un ex calciatore azero, di ruolo centrocampista.

## Carriera

### Club
Nella stagione 1993-1994 ha segnato una rete nella vittoriosa finale della Coppa dell'Azerbaigian, in cui il Kyapaz Gyandzha, squadra in cui lui giocava, ha sconfitto per 2-1 il Khazar Lenkoran.

### Nazionale
Nel 1993 ha giocato 4 partite con la nazionale azera.

## Statistiche

### Cronologia presenze e reti in nazionale
| Cronologia completa delle presenze e delle reti in nazionale ― Azerbaigian | Cronologia completa delle presenze e delle reti in nazionale ― Azerbaigian | Cronologia completa delle presenze e delle reti in nazionale ― Azerbaigian | Cronologia completa delle presenze e delle reti in nazionale ― Azerbaigian | Cronologia completa delle presenze e delle reti in nazionale ― Azerbaigian | Cronologia completa delle presenze e delle reti in nazionale ― Azerbaigian | Cronologia completa delle presenze e delle reti in nazionale ― Azerbaigian | Cronologia completa delle presenze e delle reti in nazionale ― Azerbaigian |
| Data                                                                       | Città                                                                      | In casa                                                                    | Risultato                                                                  | Ospiti                                                                     | Competizione                                                               | Reti                                                                       | Note                                                                       |
| -------------------------------------------------------------------------- | -------------------------------------------------------------------------- | -------------------------------------------------------------------------- | -------------------------------------------------------------------------- | -------------------------------------------------------------------------- | -------------------------------------------------------------------------- | -------------------------------------------------------------------------- | -------------------------------------------------------------------------- |
| 25-5-1993                                                                  | Gäncä                                                                      | Azerbaigian                                                                | 1 – 0                                                                      | Georgia                                                                    | Amichevole                                                                 | -                                                                          |                                                                            |
| 6-6-1993                                                                   | Tehran                                                                     | Azerbaigian                                                                | 2 – 0                                                                      | Tagikistan                                                                 | ECO 1993                                                                   | -                                                                          |                                                                            |
| 7-6-1993                                                                   | Tehran                                                                     | Kazakistan                                                                 | 3 – 2                                                                      | Kirghizistan                                                               | ECO 1993                                                                   | -                                                                          |                                                                            |
| 8-6-1993                                                                   | Tehran                                                                     | Kazakistan                                                                 | 3 – 3                                                                      | Azerbaigian                                                                | ECO 1993                                                                   | -                                                                          |                                                                            |
| Totale                                                                     |                                                                            | Presenze                                                                   | 4                                                                          |                                                                            | Reti                                                                       | 0                                                                          |                                                                            |

## Palmarès

### Club

#### Competizioni nazionali
- Coppa dell'Azerbaigian: 1

Kyapaz Gyandzha: 1993-1994